# ミシェル・ブリュネ (フィギュアスケート選手)
ミシェル・ブリュネ（Michel Brunet、1970年12月31日 - ）は、カナダ・ケベック州ハル出身の男子フィギュアスケート選手。1998年長野オリンピックアイスダンスカナダ代表。パートナーはシャンタル・ルフェーブル、ジェニファー・ボイス。

## 経歴
- ジェニファー・ボイスとカップルを結成し活動するが、1995年に解散。直後にシャンタル・ルフェーブルとカップルを結成。
- 1998年長野オリンピックに出場し19位。
- 1999年四大陸フィギュアスケート選手権2位、同年の世界フィギュアスケート選手権で15位となり解散。

## 主な戦績
| 大会/年      | 1995-96 | 1996-97 | 1997-98 | 1998-99 |
| ------------ | ------- | ------- | ------- | ------- |
| オリンピック |         |         | 19      |         |
| 世界選手権   | 15      | 20      | 19      | 15      |
| 四大陸選手権 |         |         |         | 2       |
| カナダ選手権 | 2       | 2       | 2       | 2       |

戦績はパートナーがシャンタル・ルフェーブルと組んで以降。